# Posoquerieae
Posoquerieae es una tribu de plantas pertenecientes a la familia Rubiaceae. 

## Géneros
Según wikispecies
- Molopanthera - Posoqueria

Según NCBI
- Molopanthera - Posoqueria[1]